# 滑蛇
滑蛇是一種無毒的蛇類，屬於游蛇科。這種蛇主要分布在北歐和中歐，但也可以在遠至伊朗北部的地區找到。根據國際自然保護聯盟的評估，滑蛇的保護狀況被列為「無危」。滑蛇以其光滑的鱗片而得名，這些鱗片在觸感上與其他區域的蛇類有所不同。

## 描述
滑蛇的雌雄平均全長（包括尾巴）約為60 cm（24英寸）至75 cm（30英寸）。曾在瑞典記錄到兩個長達83 cm（33英寸）的標本，俄羅斯也有一個92 cm（36英寸）的紀錄。滑蛇的頭部有一個鼻鱗，其深度至少與寬度相等，形成一個三角形的凹陷。頭頂覆蓋著九個大鱗片，鼻鱗通常是分裂的。滑蛇的體中部有19行（少數情況下為17或21行）背鱗，這些鱗片是平滑的，這也是滑蛇名字的由來。
滑蛇的顏色模式包括棕色、灰色或紅色的底色，背上有兩排小而不明顯的黑色斑點。這些斑點在靠近頸部的區域可能會連接成一系列的橫條紋。滑蛇的頭頂通常有一個黑色的標記，形狀像一頂皇冠，這也是其屬名Coronella（意為「小皇冠」）的來源。從鼻孔到眼睛以及頭部側面有一條相對較粗的黑色條紋。滑蛇的舌頭呈紅褐色或深紅色。

## 生物學
滑蛇主要以小型動物為食，特別是其他爬行動物。雖然滑蛇會纏住較大的獵物，但並不像真正的蟒蛇那樣通過纏繞來殺死獵物。 光滑蛇是卵胎生，幼蛇在體內孵化並以活體出生。滑蛇是卵胎生的，幼蛇在母體內孵化並活產。滑蛇的繁殖季節通常在春季，雌蛇會產下約4至15條幼蛇。這些幼蛇在出生時已經具備完全的行動能力，並能夠立即開始捕食。
在英國，滑蛇主要棲息在石南屬植物叢生的棲息地中。這些棲息地提供了豐富的食物來源和隱蔽處，使滑蛇能夠有效地捕食和避開天敵。滑蛇的活動時間主要在白天，但在酷熱的夏季，它們也可能在傍晚和夜間活動。滑蛇在捕食時會利用其敏捷的身體和隱蔽的顏色接近獵物，然後迅速咬住。滑蛇的壽命一般為10至15年，但在良好的環境條件下，它們可能活得更久。

## 地理分布
滑蛇分布於從英格蘭南部通過法國和低地國家到西班牙和葡萄牙北部、德國、挪威和瑞典（北至緯度63°）、拉脫維亞、立陶宛、愛沙尼亞、瑞士、奧地利、意大利和西西里島（但不包括科西嘉島或撒丁島）、巴爾幹西部和希臘，以及歐洲俄羅斯北至緯度57°的地區。在亞洲，滑蛇分布於土耳其、阿塞拜疆、喬治亞、亞美尼亞和伊朗北部。奇怪的是，雖然滑蛇在德國南部和瑞典南部都有分布，但在丹麥卻幾乎沒有發現過。
在丹麥，滑蛇僅有六個標本記錄，這些標本都是在1870年至1914年間找到的。滑蛇在芬蘭僅分布於奧蘭群島，而且數量不多。滑蛇在其分布範圍內的棲息地類型多樣，包括森林、草地和岩石地區。滑蛇適應多種氣候條件，從溫帶的潮濕森林到乾燥的地中海地區都能生存。然而，棲息地的喪失和人類活動的干擾對其種群數量構成了潛在威脅。

## 亞種
滑蛇有兩個被認為有效的亞種。其一是指名亞種C. a. austriaca，分布於大部分滑蛇的自然棲息地。另一亞種是C. a. acutirostris，主要分布於葡萄牙。這兩個亞種在形態和地理分布上有所區別，但基本生物學特徵相似。研究表明，這兩個亞種之間的基因流動相對有限，這可能是由於地理隔離和不同的棲息地偏好所致。
亞種C. a. acutirostris的吻部較為尖銳，這可能是其名稱「acutirostris」（拉丁文意為“尖吻”）的來源。這些亞種的分布和適應性差異顯示了滑蛇在不同環境中的進化歷程。滑蛇的亞種分類對於理解其生態適應和保護策略具有重要意義。

## 外部連結
- Smooth snake (Coronella austriaca) at Surrey Amphibian and Reptile Group (SARG). Accessed 5 June 2008.
- Coronella austriaca （页面存档备份，存于） at Amphibians and Reptiles of Europe （页面存档备份，存于）. Accessed 7 October 2006.
- Smooth snake (Coronella austriaca) at ARKive. Accessed 7 October 2006.
- Smooth Snake – Coronella austriaca at Reptiles and Amphibians of the UK （页面存档备份，存于）. Accessed 7 October 2006.
- Smooth snake, Coronella austriaca at Reptiles & Amphibians of France. Accessed 30 October 2006.
- Coronella austriaca （页面存档备份，存于） at Checklist of Armenia's Amphibians and Reptiles, Tadevosyan's Herpetological Resources （页面存档备份，存于）. Accessed 30 March 2007.
- Smooth Snake （页面存档备份，存于） at Blog posting with two pictures of Coronella austriaca （页面存档备份，存于）. Accessed 18 July 2007.
- Smooth snake (Coronella austriaca) （页面存档备份，存于） at Dissertation abstract about smooth snakes mimicry of vipers being a protective behavior, scaring off some predators. （页面存档备份，存于）  Accessed 15 July 2014
- IUCN Red List （页面存档备份，存于）